# Gyrgytsjan
Gyrgytsjan (Russisch: Гыргычан) is een verlaten mijnwerkersplaats in het Sjelagskigebergte, aan de rivier Gyrgotsjan-Kojvelvesyrgyn (een zijrivier van de Apapelgin die uitmondt in de Tsjaoenbaai) ten oosten van de luchthaven Pevek, in het gemeentelijke district Tsjaoenski van de Russische autonome okroeg Tsjoekotka. Het is een overblijfsel van de Tsjaoenlag van de Goelag. Er werd vroeger cassiteriet (tin) gewonnen. In de jaren 1980 was de plaats nog in gebruik, maar tijdens de perestrojka is ze opgeheven.
De plaats is met Pevek verbonden door een grindweg, waaraan diverse andere voormalige kampen liggen, zoals het beruchte kamp Severny een aantal kilometers zuidoostelijker, waar tot 1956 uranium werd gewonnen (vergelijkbaar met Boetoegytsjag) door dwangarbeiders van het staatsbedrijf Granit.